# Rodrigo Mannara
Rodrigo Mannara (ur. 24 grudnia 1979 roku w Buenos Aires) argentyński piłkarz grający na lewej pomocy lub w ataku. Obecnie występuje w klubie Puerto Montt.
Mannara swoją karierę zaczynał w zespole Lanus, w którym zadebiutował w 1998 roku. Po dwóch sezonach spędzonych w Lanus trafił do drugoligowego wówczas Arsenalu De Sarandi. W klubie tym nie wiodło mu się jednak najlepiej, dlatego wrócił do Lanus, gdzie grał do 2004 roku.
W 2004 roku Mannara dołączył do Racing Club, barwy tego klubu reprezentował jednak tylko przez jeden sezon.  Po czym po raz kolejny trafił do Arsenalu de Sarandi. W 2006 roku zdecydował się wyjechać z Argentyny, wtedy to podpisał kontrakt z chilijskim zespołem Cobreloa, z którym występował w rozgrywkach Copa Libertadores. W 2007 roku po nieporozumieniu z trenerem Cobreoli przeniósł się do Puerto Montt.
W argentyńskiej Primera División Mannara rozegrał 134 spotkania, w których zdobył 14 bramek. W lidze chilijskiej zdobył 19 goli w 54 występach.